# Hergarten
Hergarten is een plaats in de Duitse gemeente Heimbach (Eifel), deelstaat Noordrijn-Westfalen, en telt 500 inwoners.